# Юратишковский район
Юратишковский район (бел. Юрацішкаўскі раён) — административно-территориальная единица в составе Барановичской (затем — Молодечненской области) Белорусской ССР, существовавшая в 1940—1960 годах.

## История
Район был образован 15 января 1940 года в Барановичской области, по состоянию на октябрь 1940 года состоял из 16 сельсоветов. Площадь района составляла около 1100 км². 20 сентября 1944 года передан в Молодечненскую область.
В 1957 году центр района, деревня Юратишки, была преобразована в городской посёлок.
20 января 1960 года Юратишковский район упразднён, территория района передана в состав Ивьевского района Гродненской области.
В 1959 году в районе проживало 32 328 человек, в том числе 3054 человека в Юратишках.

## Сельсоветы
Список сельсоветов района:
- Бакштовский (1940—1960);
- Баровский (1940—1954);
- Бобровичский (1940—1954);
- Бочешникский (1940—1954);
- Довнарский (1940—1960);
- Забережский (1940—1954);
- Лаздунский (1940—1960);
- Легомовичский (1940—1954);
- Лежневичский (1954—1960);
- Лелюкинский (1954—1960);
- Макутский (1940—1954);
- Мостищенский (1940—1959);
- Ростевщинский (1940—1954);
- Токаришковский (1940—1960);
- Трабский (1940—1960);
- Чапунский (1940—1954);
- Ченовичский (1940—1959);
- Юратишковский (1940—1957, 1959—1960);
- Яхимовщинский (1959—1960).